# Vikarabad
Vikarabad ist eine ca. 65.000 Einwohner zählende Stadt (Municipality) im südindischen Bundesstaat Telangana. Die Stadt ist Hauptort des Distrikts Vikarabad, ist in 6 Wards gegliedert und verfügt über einen Eisenbahnanschluss.

## Lage und Klima
Vikarabad liegt in den waldreichen Anantagiri-Bergen ca. 75 km (Fahrtstrecke) westlich der Millionenstadt Hyderabad in einer Höhe von ca. 635 m. Das Klima ist generell warm, doch aufgrund der Höhenlage nur selten wirklich heiß; Regen fällt zu ca. 90 % während der sommerlichen Monsunzeit.

## Bevölkerung
| Jahr      | 1991   | 2001   | 2011   |
| Einwohner | 39.215 | 42.410 | 53.143 |

Vikarabad hatte am Stichtag der Volkszählung 2011 53.143 Einwohner, wobei der Geschlechteranteil jeweils etwa gleich hoch war. Die Alphabetisierungsrate lag 2011 bei 78,9 % und damit unter dem nationalen Durchschnitt für Städte. Hindus bilden mit einem Anteil von ca. 80,5 % die Bevölkerungsmehrheit der Stadt, Muslime bilden mit einem Anteil von ca. 17,5 % eine große Minderheit; ca. 1 % entfällt auf Christen, der Rest setzt sich zusammen aus Jains, Sikhs und Buddhisten.